# Adelanto
Adelanto je město v okresu San Bernardino County v Kalifornii. Nachází se asi 14 kilometrů severozápadně od města Victorville. V roce 2000 zde žilo 18 130 obyvatel a k roku 2010 už 31 765 obyvatel.